# Dascyllus trimaculatus
Dascyllus trimaculatus, một số tài liệu tiếng Việt gọi là cá thia ba chấm trắng, là một loài cá biển thuộc chi Dascyllus trong họ Cá thia. Loài cá này được mô tả lần đầu tiên vào năm 1829.

## Từ nguyên
Từ định danh trimaculatus trong danh pháp của loài cá này được ghép bởi hai âm tiết trong tiếng Latinh: tri ("ba") và maculatus ("có đốm"), hàm ý đề cập đến ba đốm trắng nổi bật, một đốm trên trán và hai đốm còn lại ở hai bên thân của cá con và cá đang lớn.

## Phạm vi phân bố và môi trường sống

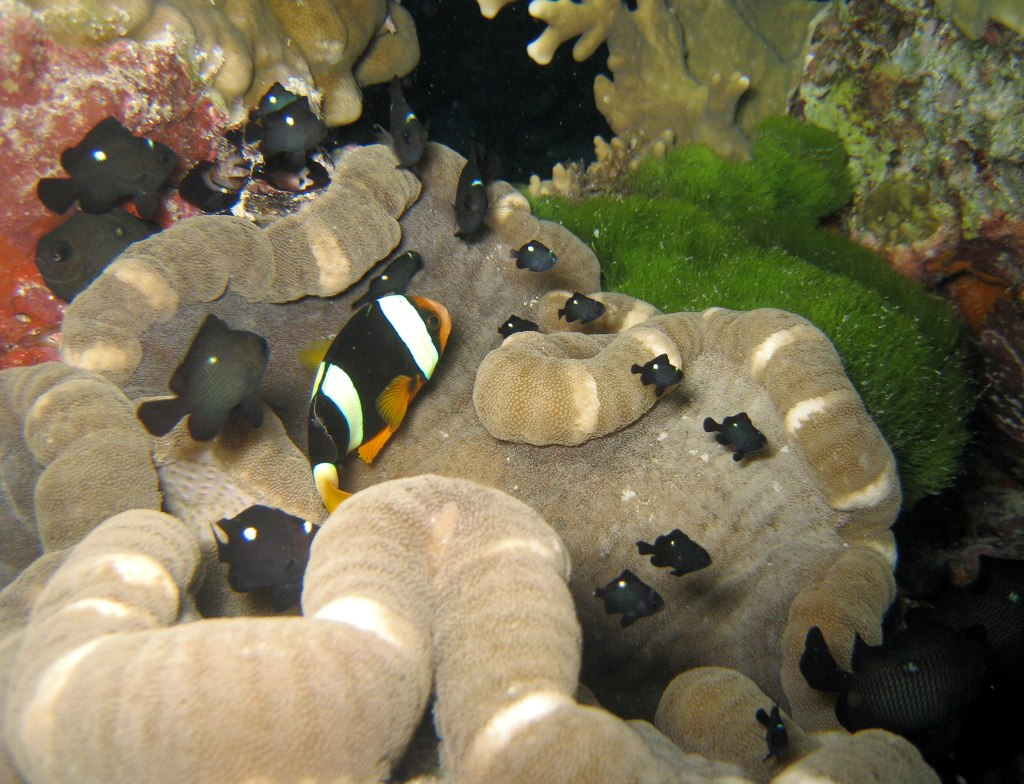
Một đàn D. trimaculatus cùng cá hề Amphiprion clarkii trên hải quỳ C. adhaesivum

D. trimaculatus có phạm vi phân bố rộng khắp khu vực Ấn Độ Dương - Thái Bình Dương. Từ Biển Đỏ, loài cá này được ghi nhận dọc theo bờ biển Đông Phi và trải dài về phía đông, băng qua vùng biển các nước Đông Nam Á đến quần đảo Line và quần đảo Pitcairn (không được tìm thấy ở quần đảo Hawaii và quần đảo Marquises), ngược lên phía bắc đến vùng biển phía nam Nhật Bản và đảo Jeju (Hàn Quốc), giới hạn phía nam đến Úc và đảo Lord Howe.
Tại Việt Nam, D. trimaculatus được ghi nhận tại đảo Lý Sơn (Quảng Ngãi); cù lao Chàm (Quảng Nam); vịnh Nha Trang và vịnh Vân Phong (Khánh Hòa); bờ biển Ninh Thuận; cù lao Câu và một số đảo đá ngoài khơi Bình Thuận; quần đảo Nam Du và quần đảo An Thới (Kiên Giang); Côn Đảo; đảo Phú Quốc cũng như tại quần đảo Hoàng Sa và quần đảo Trường Sa.
D. trimaculatus lần đầu tiên được ghi nhận ở vùng biển Hoa Kỳ vào năm 2006, khi một cá thể được phát hiện ở ngoài khơi Boca Raton, Florida. Không một cá thể D. trimaculatus nào được phát hiện thêm ở Hoa Kỳ trong hơn 10 năm kể từ đó.
D. trimaculatus sống gần các mỏm đá và trên các rạn san hô viền bờ ở độ sâu đến ít nhất là 55 m. Cá con của loài này đặc biệt sống cộng sinh với hải quỳ như những loài cá hề Amphiprion. Những loài hải quỳ mà được D. trimaculatus biết đến là Entacmaea quadricolor, Heteractis aurora, Heteractis crispa, Heteractis magnifica, Macrodactyla doreensis, Stichodactyla gigantea, Stichodactyla haddoni, Stichodactyla mertensii cũng như Cryptodendrum adhaesivum. Cá con còn có thể ẩn mình giữa đám cầu gai, và hiếm thấy hơn là trên san hô.

## Mô tả

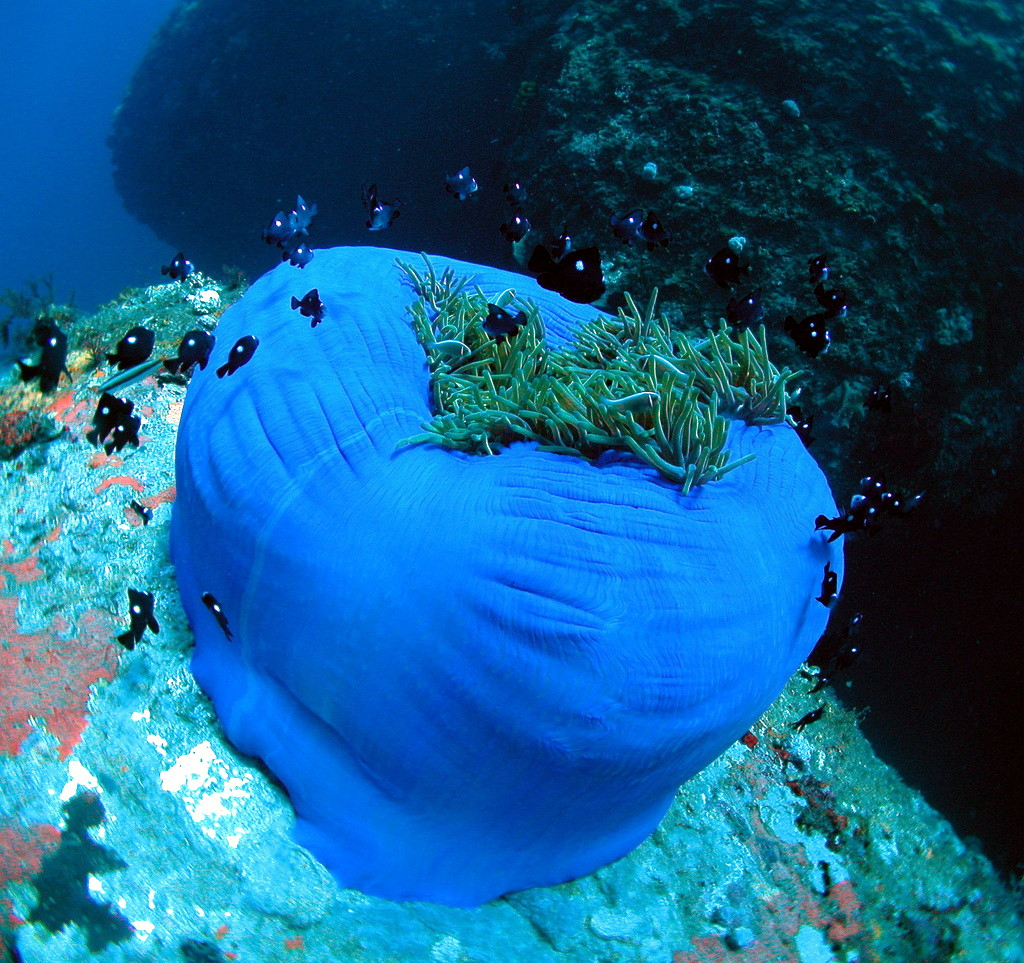
Hải quỳ H. magnifica và một đàn D. trimaculatus (vịnh Nha Trang)

Chiều dài cơ thể tối đa được ghi nhận ở D. trimaculatus là 14 cm. Toàn thân của cá con là màu đen tuyền, có một đốm trắng trên trán và ở hai bên thân trên. Cá trưởng thành không có các đốm trắng như cá con (đốm trắng bên thân vẫn có thể xuất hiện nhưng mờ hơn). Tuy nhiên, loài này có nhiều biến dị màu sắc tùy theo từng khu vực. Ví dụ, ở Oman, màu cơ thể của D. trimaculatus có xu hướng hơi nâu, còn ở Fiji, D. trimaculatus có các vệt vàng trên cơ thể của chúng. Ngoài ra, chúng có thể trở nên sáng màu hơn (phần lớn vùng thân chuyển sang màu xám) trong lúc đang kiếm ăn hoặc cá đực mùa sinh sản.
Số gai ở vây lưng: 12; Số tia vây ở vây lưng: 14–16; Số gai ở vây hậu môn: 2; Số tia vây ở vây hậu môn: 14–15; Số gai ở vây bụng: 1; Số tia vây ở vây bụng: 5; Số tia vây ở vây ngực: 19–21.

## Phân loại học
D. trimaculatus tạo thành một nhóm phức hợp loài cùng với Dascyllus albisella, Dascyllus strasburgi và Dascyllus auripinnis. Phức hợp trimaculatus được tách ra từ phức hợp Dascyllus reticulatus vào khoảng 3,9 triệu năm trước (Thế Pleistocen).

## Sinh thái học
Thức ăn của D. trimaculatus bao gồm tảo và nhiều loài động vật phù du. Chúng thường sống thành đàn. Cá đực có tập tính bảo vệ và chăm sóc trứng; trứng có độ dính và bám vào nền tổ.